# Dryophytes plicatus
Dryophytes plicatus is een kikker uit de familie boomkikkers (Hylidae).
De soort werd voor het eerst wetenschappelijk beschreven door Paul Brocchi in 1877. Oorspronkelijk werd de wetenschappelijke naam Hyla plicata gebruikt en onder deze naam staat de soort in veel literatuur bekend. De soortaanduiding plicatus komt uit het Latijn en betekent vrij vertaald 'gevouwen'.

## Verspreiding en habitat
Deze soort is endemisch in Mexico. In centraal Mexico wordt de soort aangetroffen op een hoogte van 2400 tot 3600 meter boven zeeniveau, in Veracruz komt de soort lager voor van ongeveer 1400 tot 1500 meter. Dryophytes plicatus zet de eieren af in kleine oppervlaktewateren.